# St.-Maurus-Schrein

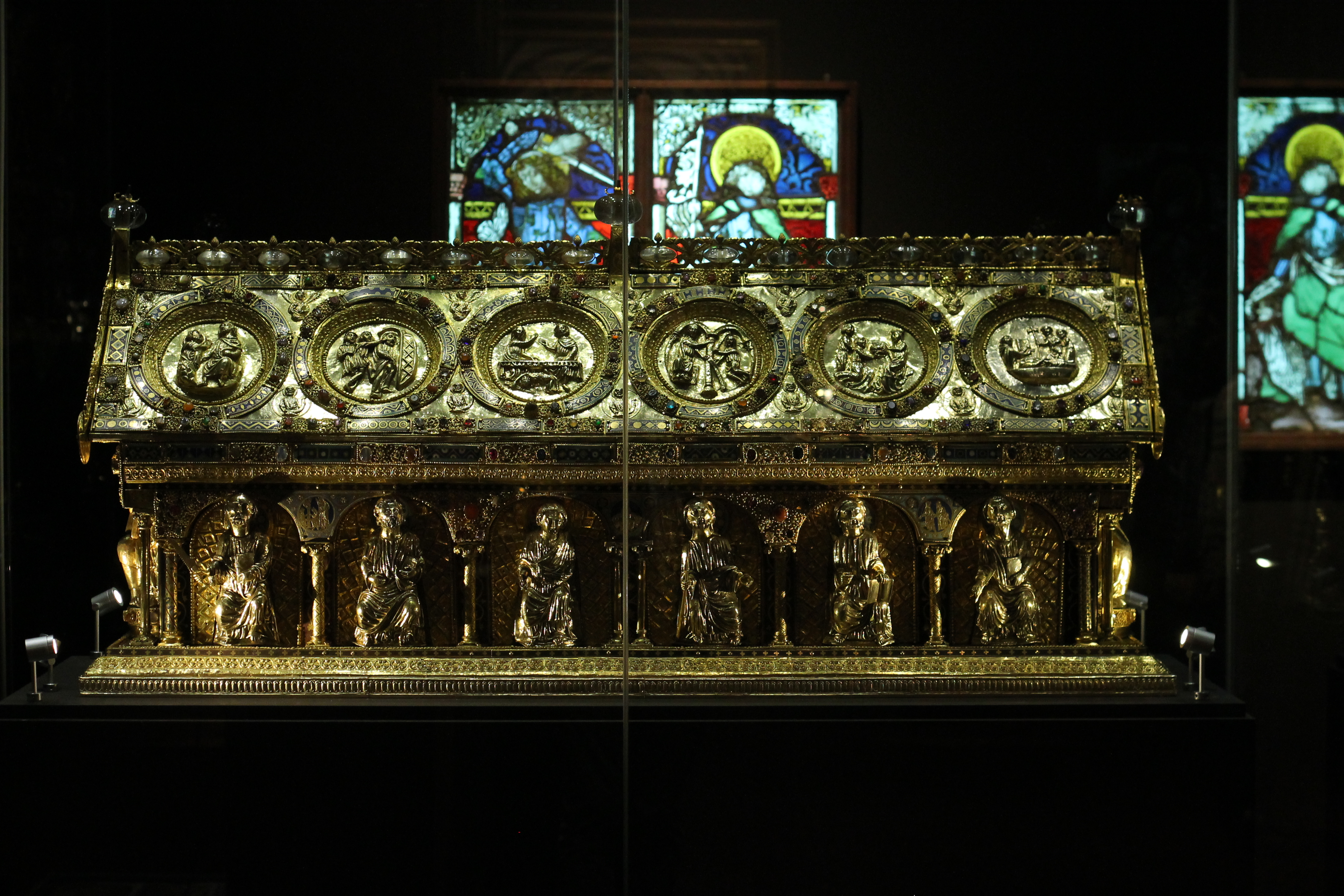
St.-Maurus-Schrein, Prager Burg, 2015

Der St.-Maurus-Schrein (auch St.-Maurus-Reliquiar; tschechisch Relikviář svatého Maura) wurde 1225 bis 1230 im Rhein-Maas-Gebiet im Stil der Kölner Goldschmiedekunst geschaffen. Er befindet sich seit 1888 im Schloss Bečov in Bečov nad Teplou (Petschau) in der westböhmischen Region Karlsbad in Tschechien. 1995 erlangte er den Rang als Nationales Kulturgut.

## Geschichte

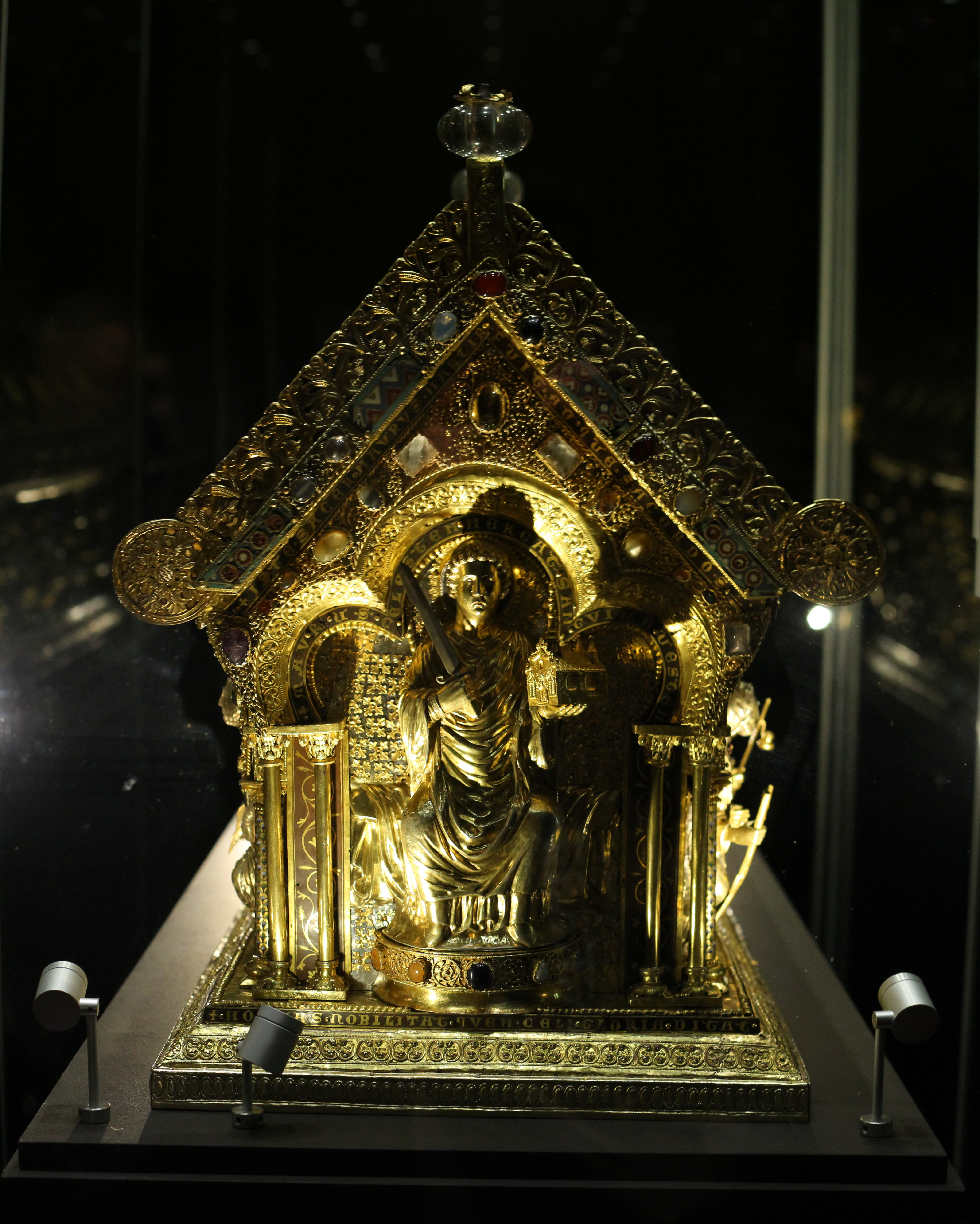
Giebelseite des St.-Maurus-Schreins

Der St.-Maurus-Schrein enthält die Reliquien der heiligen Märtyrer Maurus, Timotheus und Apollinaris sowie des heiligen Johannes der Täufer. Die drei erstgenannten Märtyrer wurden auf Befehl des Präfekten Lampadius im 3. Jahrhundert in Reims enthauptet. Ihre Überreste befanden sich vermutlich zunächst in einem älteren Schrein. Dieser gelangte im 11. Jahrhundert in den Besitz des Cambraier Bischofs Gérard de Rumigny. Er ließ für diesen Schrein die Kirche St. Johannes und St. Maurus in Florennes errichten, die heute nicht mehr existiert. Wie und wann die Reliquien Johannes des Täufers in den Schrein gelangten, ist nicht bekannt. Es ist möglich, dass sie sich schon vorher in diesem älteren Schrein befanden.
Zwischen 1225 und 1230 ließ die Familie Rumigny den jetzigen goldenen Reliquienschrein anfertigen. Er wurde nach dem Märtyrer Maurus benannt, da er von diesem das ganze Skelett enthält, während er von den anderen Heiligen nur einzelne Knochenteile birgt. Dieser Schrein, ein Meisterwerk der Goldschmiedekunst, gelangte nach der Französischen Revolution an die Kollegiatkirche des heiligen Gangolf in Florennes. 1838 wurde er von Alfred de Beaufort-Spontin, Schlossherr von Florennes, für 2500 Francs erworben und anschließend bis 1851 auf seine Kosten umfassend restauriert. Nach der Präsentation auf einer kunstgewerblichen Ausstellung in Brüssel im Jahre 1885 wurde der Schrein 1888 auf das Schloss Petschau/Bečov in Westböhmen überführt, das seit 1813 im Besitz der Familie Beaufort-Spontin war.
Nachdem gegen Ende des Zweiten Weltkriegs 1945 abzusehen war, dass die Familie Beaufort-Spontin das Schloss Bečov verlieren würde und auf der Flucht den St.-Maurus-Schrein nicht mitnehmen könnte, versteckte sie ihn unter dem Fußboden der Burgkapelle.
Erst im Jahre 1984 wurde das Schicksal des Schreins bekannt. Damals unterbreitete ein amerikanischer Geschäftsmann dem tschechoslowakischen Konsulat in Wien ein Angebot über 250.000 US-Dollar für die Ausfuhr eines nicht näher bezeichneten Kunstgegenstandes. An den nachfolgenden Verhandlungen nahmen auch tschechische Kriminalbeamte teil, die herausfinden sollten, um welches Objekt es sich handelt und wo es sich befindet. Nachdem sich der Verdacht auf Westböhmen verdichtete, untersuchten sie am 4. November 1985 die Bečover Burg- und Schlossanlage gründlich und umfassend. Einen Tag später entdeckten sie unter dem Fußboden der gotischen Burgkapelle den St.-Maurus-Schrein. Daraufhin erstellte das Prager Kunstgewerbemuseum ein Gutachten, aus dem sich ergab, dass es sich bei dem Reliquiar um ein Nationales Kulturgut handelt, das nicht ausgeführt werden darf.
Obwohl sich der aufgefundene Schrein in einem schlechten und restaurierungsbedürftigen Zustand befand, wurden zunächst nur Sicherungsmaßnahmen unternommen. Zu einer umfassenden und fachgerechten Restaurierung kam es erst nach der politischen Wende 1989. Zuständig war das Denkmalinstitut in Pilsen, das die Restaurierung ab 1991 unter der Aufsicht von zwei Fachkommissionen durchführte, wobei auch Experten aus Aachen und Köln hinzugezogen wurden. Da neue Restaurierungsmethoden entwickelt werden mussten, dauerte die Wiederherstellung elf Jahre. Seit 2002 befindet sich der St.-Maurus-Schrein wieder im Schloss Bečov, wo er in einem tresorartigen Ausstellungsraum besichtigt werden kann.

## Beschreibung
Der Schrein in Form eines Häuschens bzw. einer Tumba ist 140 cm lang, 42 cm breit und 65 cm hoch. Er besteht aus einem Holzkern, in dem sich die Reliquien der heiligen Märtyrer Maurus, Timotheus und Apollinaris sowie des Heiligen Johannes der Täufer befinden. Die Goldschmiedearbeiten auf dem Holzkern bestehen aus zwölf Reliefs, vierzehn Statuen in vergoldetem Silberblech, Edelsteinen und Halbedelsteinen, Filigranarbeiten und Emaildekor. Für die Ausschmückung der Tumba waren auch antike Gemmen verwendet worden, die damals bereits tausend Jahre alt waren. Die beiden Giebelseiten zieren zwei etwa 25 cm großen Statuen Jesu Christi und des heiligen Maurus. Auf den Längsseiten befinden sich jeweils sechs Apostel und die sechs Medaillons darüber zeigen Begebenheiten aus dem Leben der Heiligen Johannes und Timotheus.